# Ivan Košutić
Ivan Košutić (ur. 1921 w Punitovci koło Đakova, zm. 1998) – chorwacki agronom, dziennikarz, pisarz i historyk.
Szkołę podstawową ukończył w Punitovci, a ekonomiczną w Križevci. W Zagrzebiu, w poborowej akademii wojskowej był oficerem należącym do hrvatsko domobranstvo.
Po II wojnie światowej pracował jako agronom, był prezenterem radiowym, mówił o rolnictwie i obszarach wiejskich. Następnie został dziennikarzem gazety Vjesnik, serbsko-angielskiego czasopisma Stvarnost oraz dyrektorem wydawnictwa Novinskog.

## Książki i kroniki
- Plava grobnica – książka na temat morskiego handlu zagranicznego Niepodległego Państwa Chorwackiego podczas II wojny światowej.
- Gusari Jadranskoga mora
- Hrvatsko domobranstvo u Drugom svjetskom ratu, Zagrzeb, 1992. Książka opowiadająca o domobrańcach w latach 1868–1918, o wydarzeniach z I wojny światowej, o utworzeniu Niepodległego Państwa Chorwackiego oraz o ustroju hrvatsko domobranstvo podczas II wojny światowej.
- 49 mjeseci NDH Zagrzeb, 1997. Książka opowiadająca o Niepodległym Państwie Chorwackim.